# Great Jazz Standards
| Recensione | Giudizio |
| ---------- | -------- |
| AllMusic   |          |

Great Jazz Standards è un album discografico a nome di The Gil Evans Orchestra Featuring Johnny Coles, pubblicato dall'etichetta discografica World Pacific Records nel settembre del 1959.

## Tracce

### LP
Lato A (A-818)
1. Davenport Blues – 4:25 (Bix Beiderbecke) – Registrato agli inizi del 1959 a New York City, New York
2. Straight No Chaser – 6:19 (Thelonious Monk) – Registrato agli inizi del 1959 a New York City, New York
3. Ballad of the Sad Young Men – 3:48 (Tommy Wolf) – Registrato il 5 febbraio 1959 a New York City, New York
4. Joy Spring – 2:47 (Clifford Brown) – Registrato il 5 febbraio 1959 a New York City, New York

Lato B (B-818)
1. Django – 8:07 (John Lewis) – Registrato agli inizi del 1959 a New York City, New York
2. Chant of the Weed – 4:22 (Don Redman) – Registrato il 5 febbraio 1959 a New York City, New York
3. Theme (Nella ristampa su CD del 1988 il brano reca il titolo: La Nevada (Theme)) – 6:15 (Gil Evans) – Registrato il 5 febbraio 1959 a New York City, New York

## Musicisti
Davenport Blues / Straight No Chaser / Django
- Gil Evans - pianoforte
- Johnny Coles - tromba
- Louis Mucci - tromba
- Allen Smith - tromba
- Curtis Fuller - trombone
- Bill Elton - trombone
- Dick Lieb - trombone
- Bob Northern - corno francese
- Bill Barber - tuba
- Al Block - woodwinds
- Steve Lacey - sassofono soprano
- Chuck Wayne - chitarra
- Dick Carter - contrabbasso
- Dennis Charles - batteria

Ballad of the Sad Young Men / Joy Spring / Chant of the Weed / Theme
- Gil Evans - pianoforte
- Johnny Coles - tromba
- Louis Mucci - tromba
- Danny Stiles - tromba
- Jimmy Cleveland - trombone
- Curtis Fuller - trombone
- Rod Levitt - trombone
- Earl Chapin - corno francese
- Ed Caine - woodwinds
- Steve Lacey - sassofono soprano
- Budd Johnson - sassofono tenore, clarinetto
- Ray Crawford - chitarra
- Tommy Potter - contrabbasso
- Elvin Jones - batteria

Note aggiuntive
- Richard Bock - produttore
- Armand Acosta - design copertina album originale
- Richard Bock - foto copertina album originale
- Ed Michel - note retrocopertina album originale[3]